# Мафия (остров)
Мафи́я (англ. Mafia Island) — главный остров одноимённого архипелага в Танзании, в Индийском океане. Округ области Пвани. Площадь поверхности — 440 км². Остров является четвертым по площади в стране, и третьим среди морских. 
Население в 2012 году составило 46 438 человек. Население занимается рыболовством, потребительским сельским хозяйством, а также торгует на рынке в Килидони, столице округа Мафия. Остров привлекает дайверов, орнитологов и рыбаков. 
Вокруг острова расположен Морской национальный парк острова Мафия — крупнейшая охраняемая территория Индийского океана.

## Галерея

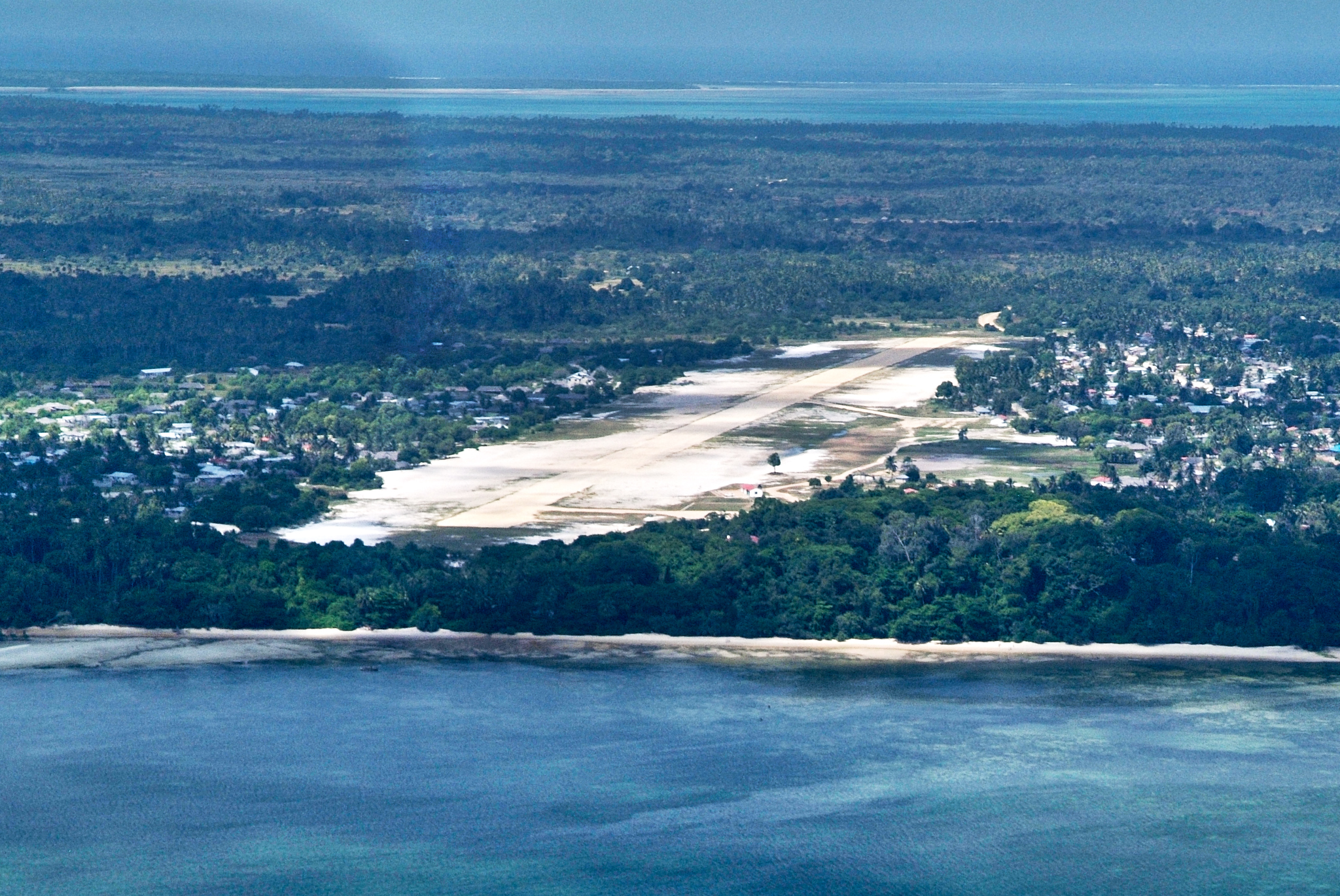
Аэрофотоснимок аэропорта острова Мафия.
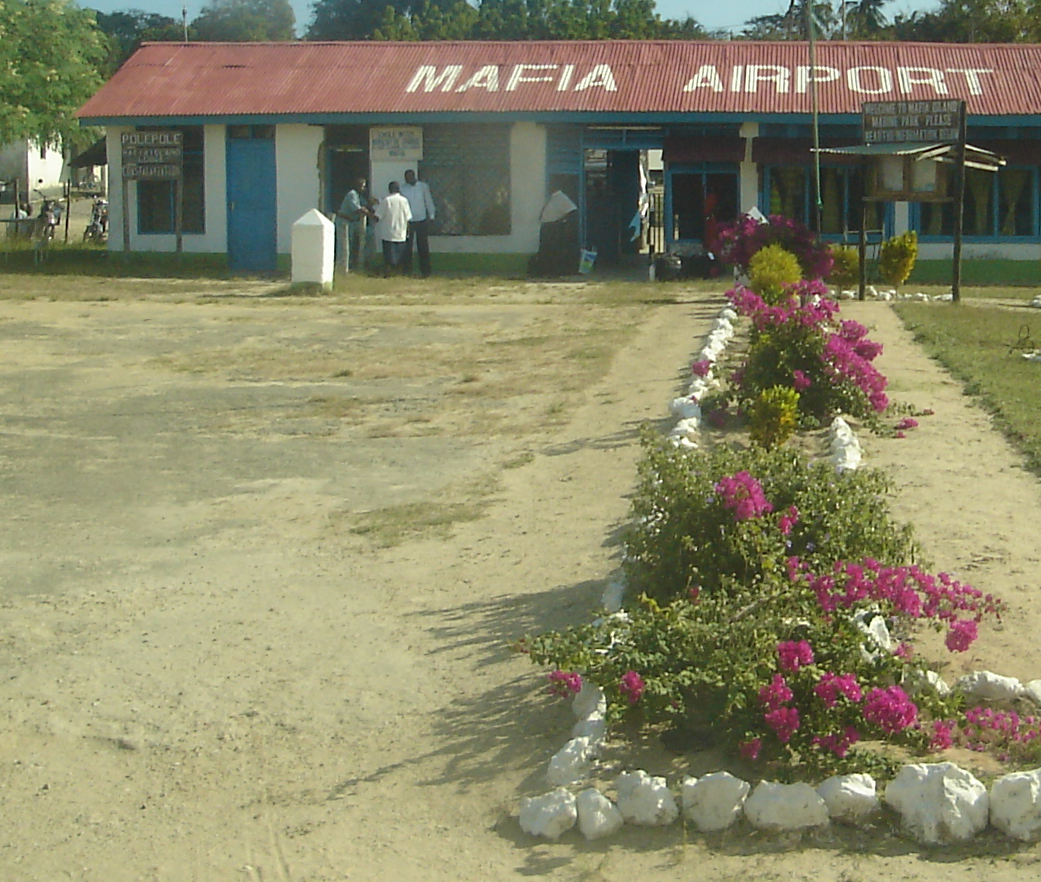
Аэропорт острова Мафия находится в городе Килиндони[англ.].
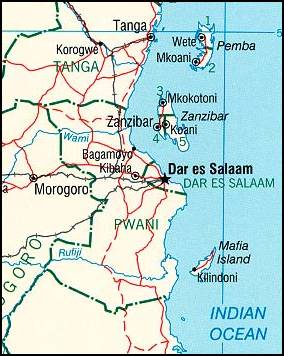
Карта Танзании с изображением острова Мафия
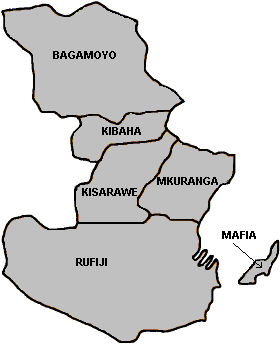
Районы Пвани с районом Мафии
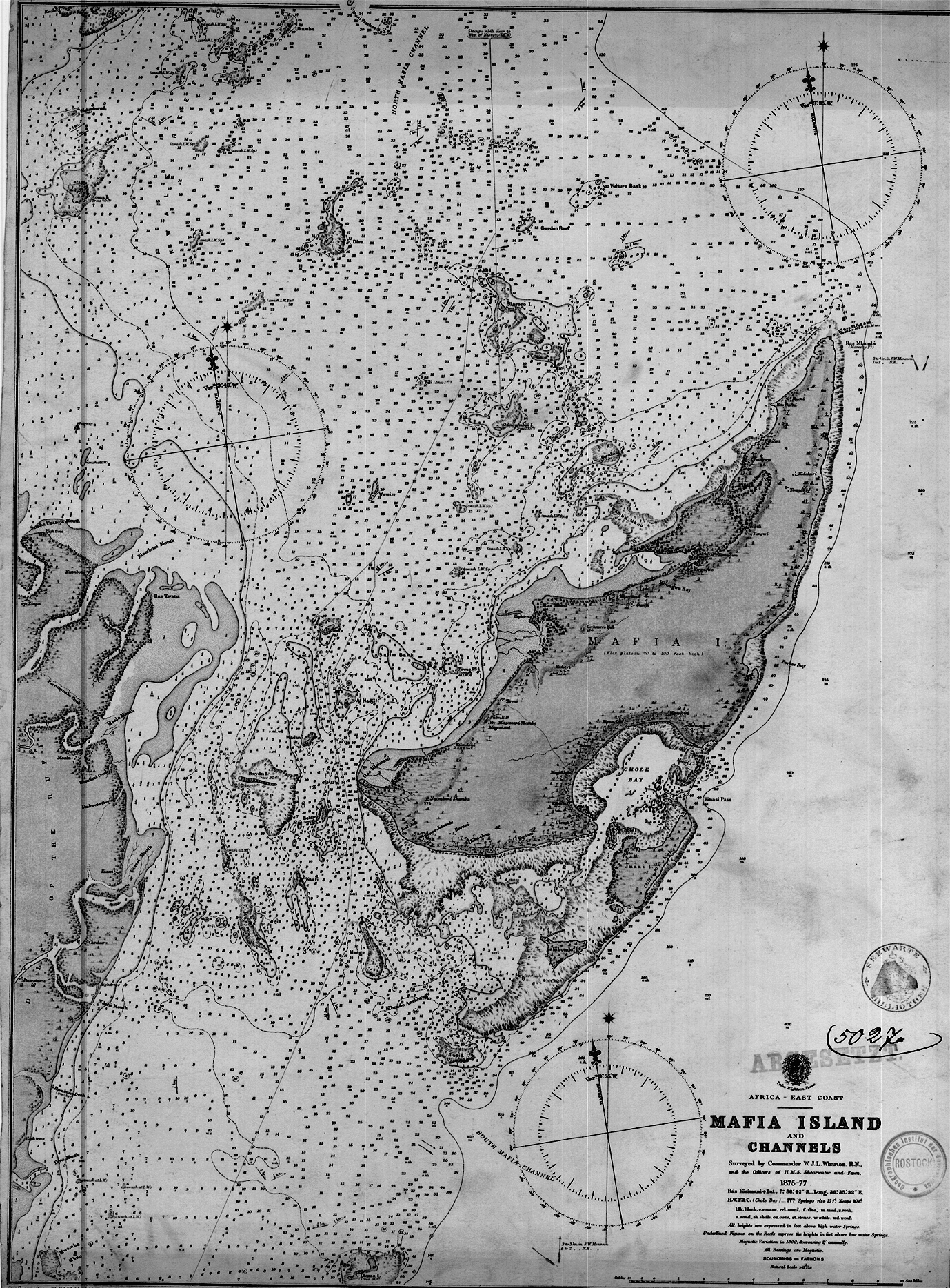
Историческая морская карта
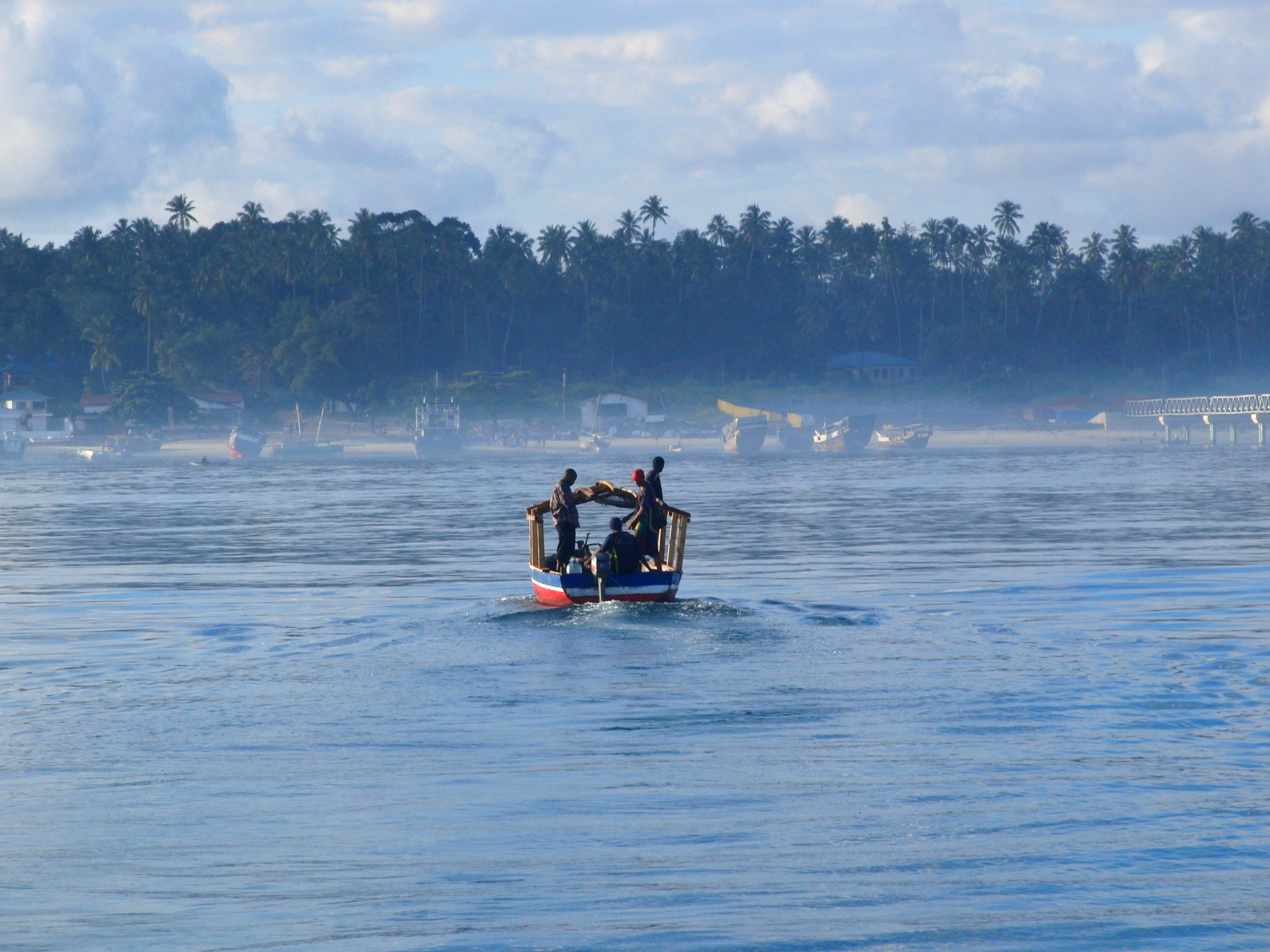
Гавань острова Мафия, вид с уходящего катера